# Ionómero de vidrio
El cemento de ionómero de vidrio o ionómero vítreo es un biomaterial con un gran campo de utilización en odontología restauradora y preventiva. Surge en la década del 1970 gracias a las investigaciones de los científicos Wilson y Kent, sin embargo, ha sufrido modificaciones en su estructura química y composición a través de los años. Antiguamente este cemento era denominado cemento de polialquenoato de vidrio, pero es su nombre actual el que ha sido ampliamente difundido y además tiene estrecha relación con su composición.

## Composición
Los cementos de ionómero de vidrio se componen básicamente de un líquido y un polvo, existiendo distintas modificaciones.
- Convencionales: El polvo está constituido por cristales de sílice y alúmina, además de fluoruros que facilitan su fusión, formando cristales de fluoraluminiosilicato, mientras que el líquido está compuesto por agua, además de una solución de ácidos alquenoicos (maleico, acrílico e itacónico) a la que se le incorpora ácido tartárico para prolongar el tiempo de trabajo.[3][4] Estos cementos son aquellos que endurecen por reacción de ácido-base exclusivamente.
- Modificados con metal: Al polvo se le añade plata sinterizada y el líquido mantiene su fórmula convencional.

- Modificados con resina: Presentan la reacción de ácido-base característica de los cementos, sin embargo el proceso de endurecimiento se complementa a través de una reacción de polimerización por adición, pudiendo estas ser del tipo fotopolimerizables, autopolimerizables o ambas.[5] El polvo mantiene su fórmula convencional, pero con incorporación de sustancias que iniciarán la polimerización. Si se trata de ionómero de vidrio modificado con resina fotopolimerizable el iniciador será del tipo dicetona-amina, en cambio, para ionómeros modificados con resina autopolimerizable los iniciadores son peróxidos. El líquido en este tipo de cemento contiene una solución de ácidos policarboxílicos con grupos vinílicos adicionales, moléculas hidrófilas y agua.

Estructura del Sílice, componente del polvo de los cementos de ionómero de vidrio.

## Clasificación
Los cementos de ionómero vítreo se clasifican según sus variadas indicaciones de la siguiente manera:
| Tipos de cementos de ionómero de vidrio | Tipos de cementos de ionómero de vidrio                                                      |
| --------------------------------------- | -------------------------------------------------------------------------------------------- |
| Tipo I                                  | Indicado para fijación de coronas, puentes, aparatos de ortodoncia.                          |
| Tipo II                                 | Para restauraciones estéticas.                                                               |
| Tipo III                                | Cemento restaurador reforzado con metal.                                                     |
| Tipo IV                                 | Cementos protectores como forros o bases cavitarias.                                         |
| Tipo V                                  | Cementos indicados para reconstrucción de muñones. También como sellador de fosas y fisuras. |

## Propiedades
- El cemento se adhiere a la estructura dentaria químicamente a través de la formación de puentes de hidrógeno entre los grupos carboxílicos del ácido que compone al cemento e iones calcio presentes en dentina y esmalte.[4][5][9]

- Mínimo cambio de dimensión durante el fraguado, de esta forma no se producen tensiones en la interfase diente-restauración.[9]
- Variación dimensional térmica similar a la que ocurre en la estructura dentaria, por lo que no se producen tensiones en la interfase diente-restauración.[5][9]
- Es biocompatible a pesar de presentar ácidos en su composición. Sólo se han reportado reacciones adversas en un reducido número de casos.[9]
- Las propiedades ópticas de los cementos modificados con metal no son buenas, por lo que se consideran estéticamente deficientes, no así los modificados con resinas, que presentan mejoras en este aspecto.[5][9]

- Es capaz de liberar fluoruros y otorgar potencial antibacteriano, cariostático y remineralizante.[3][4][5]

## Usos clínicos

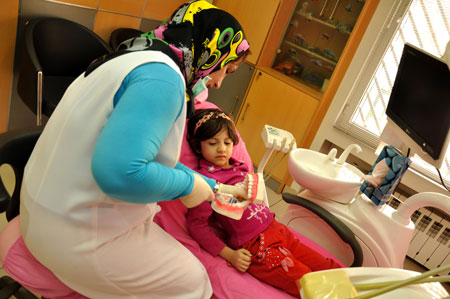
Odontopediatría, una de las tantas disciplinas donde se utiliza el ionómero de vidrio.

Debido a sus variadas propiedades, el ionómero de vidrio puede utilizarse ampliamente en distintas disciplinas de la odontología. 
- Odontopediatría: se ha documentado su uso en cavidades clase I, II y V en piezas dentales temporales y en cavidades conservadoras en primeros molares permanentes.[10] Además, ya que se trata del cuidado de niños y adolescentes, es protagonista el efecto anticariogénico de este cemento.
- Operatoria dental y obturaciones: se usa como base intermedia con cualquier material restaurador. También para rellenar paredes de esmalte sin soporte.[11][12]
- Ortodoncia: Funciona como adhesivo para bandas de ortodoncia, presentando liberación de flúor y tolerancia a la humedad existente en la cavidad oral.[13]

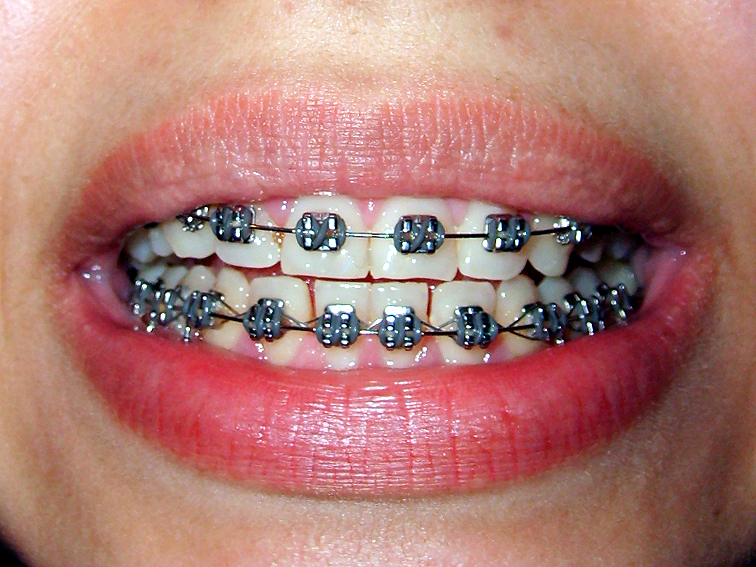
El uso de ionómero de vidrio en ortodoncia como adhesivo para brackets o bandas.

## Presentaciones
Los cementos de ionómero de vidrio se pueden encontrar de dos formas principalmente, una es la de líquido y polvo para mezcla manual por parte del profesional, mientras que la otra es en forma de cápsulas para vibrado mecánico, donde el polvo y el líquido se encuentran separados por una membrana al interior de la cápsula, la cual se romperá al momento del vibrado, permitiendo la mezcla.

## Manipulación
En la preparación manual realizada por el profesional se debe tener en cuenta dosificar el líquido y el polvo en un bloque de papel encerado, evitando la sobre exposición de estos a la intemperie, ya que la pérdida o ganancia de humedad afecta a la proporción adecuada indicada por el fabricante.
Es conveniente homogeneizar el polvo agitando el frasco, y también cuidar que no se incorporen burbujas a la gota de líquido dispensada, para ello el gotero se coloca perpendicular al bloque de papel, permitiendo la libre caída de la o las gotas.
El profesional a cargo de manipular el material debe seguir adecuadamente las indicaciones del fabricante del producto, ya que al existir distintas marcas, presentaciones y composiciones, no todas las formas de preparación serán iguales.